# Antikitera
Antikitera (grčki: Αντικύθηρα) je mali grčki otok koji se nalazi između otoka Kitera i otoka Krete, oko 38 km sjeverozapadno od Krete. Ukupna površina otoka iznosi oko 20 km2. U jedinom mjestu na otoku, imenom Potamos, živi ukupno 36 ljudi. Ovaj otok je poznato po tome što je 1900. godine blizu obale otoka pronađena rimska brodska olupina. Između ostalih artefakata pronađen je i očuvani senzacionalni planetarij, mehanizam iz Antikitere (uređaj za astronomska mjerenja).

## Vanjske poveznice
- https://web.archive.org/web/20060303032116/http://www.kythira.info/antikyth/antikythde.htm (njem.)
- https://web.archive.org/web/20091217023515/http://www.antikythira.gr/ (grč.)(engl.)